# 江夏区
江夏区（こうか-く）は中華人民共和国湖北省武漢市に位置する市轄区。

## 行政区画
- 街道:紙坊街道、金口街道、烏竜泉街道、鄭店街道、五里界街道、金水街道、安山街道、山坡街道、法泗街道、湖泗街道、舒安街道、仏祖嶺街道、豹澥街道、竜泉街道、浜湖街道、廟山街道、蔵竜島街道
- 大橋新区、金港新区、梁子湖風景区

## 交通
- 武漢地下鉄・7号線

## 健康・医療・衛生
- 江夏区第一人民医院
- 武漢市江夏区第一人民医院
- 武漢市江夏区中医医院
- 江夏区紙坊街社区衛生服務中心